# Liste der spanischen Abgeordneten zum EU-Parlament (2019–2024)
Die Liste der spanischen Abgeordneten zum EU-Parlament (2019–2024) listet alle spanischen Mitglieder des 9. Europäischen Parlaments nach der Europawahl in Spanien 2019 auf.

## Mandatsstärke der Parteien
| Nationale Partei                                   | Fraktion | Mandate |
| -------------------------------------------------- | -------- | ------- |
| Partido Socialista Obrero Español                  | S&D      | 20+1    |
| Partido Popular                                    | EVP      | 12+1    |
| Ciudadanos                                         | RE       | 07      |
| Vox                                                | EKR      | 03+1    |
| Podemos                                            | GUE-NGL  | 03      |
| Junts per Catalunya                                | NI       | 02+1    |
| Esquerra Republicana de Catalunya                  | G–EFA    | 02      |
| Izquierda Unida/Partido Comunista de España        | GUE-NGL  | 01      |
| Bloque Nacionalista Galego                         | G–EFA    | 01      |
| Anticapitalistas                                   | GUE-NGL  | 01      |
| Parteilos                                          | GUE-NGL  | 01      |
| Eusko Alderdi Jeltzalea-Partido Nacionalista Vasco | RE       | 01      |
| Parteilos                                          | RE       | 01      |
| SUMME                                              |          | 54+5    |

## Abgeordnete
| Bild | Name                               | geb. | MEP seit      | Partei           | Fraktion | Kommentar                                                                                         |
| ---- | ---------------------------------- | ---- | ------------- | ---------------- | -------- | ------------------------------------------------------------------------------------------------- |
|      | Mazaly Aguilar                     | 1949 | 2. Juli 2019  | Vox              | EKR      |                                                                                                   |
|      | Clara Eugenia Aguilera García      | 1964 | 2. Juli 2019  | PSOE             | S&D      |                                                                                                   |
|      | Pablo Arias Echeverría             | 1970 | 2. Juli 2019  | PP               | EVP      |                                                                                                   |
|      | Laura Ballarín Cereza              | 1984 | 6. Sep. 2023  | PSOE             | S&D      | Nachrückerin für Adriana Maldonado                                                                |
|      | Pernando Barrena                   | 1973 | 2. Juli 2019  | EH Bildu         | GUE-NGL  | trat für das Wahlbündnis Ahora Repúblicas an; Abgeordneter bis zum 2. September 2022              |
|      | José Ramón Bauzá                   | 1970 | 2. Juli 2019  | C's              | RE       |                                                                                                   |
|      | Isabel Benjumea                    | 1982 | 2. Juli 2019  | PP               | EVP      |                                                                                                   |
|      | Izaskun Bilbao                     | 1961 | 2. Juli 2019  | PNV              | RE       |                                                                                                   |
|      | Jorge Buxadé                       | 1975 | 2. Juli 2019  | Vox              | EKR      |                                                                                                   |
|      | Jordi Cañas                        | 1969 | 2. Juli 2019  | C's              | RE       |                                                                                                   |
|      | Patricia Caro Maya                 | 1982 | 30. Nov. 2023 | Podemos          | GUE-NGL  | trat für das Wahlbündnis Unidas Podemos Cambiar Europa an; Nachrückerin für Sira Rego             |
|      | Pilar del Castillo                 | 1952 | 2. Juli 2019  | PP               | EVP      |                                                                                                   |
|      | Ana Collado Jiménez                | 1984 | 6. Sep. 2023  | PP               | EVP      | Nachrückerin für Esteban González Pons                                                            |
|      | Antoni Comín                       | 1971 | 2. Juli 2019  | Junts            | NI       | Sein zuvor als vakant angesehenes Mandat wurde ab Januar 2020 temporär anerkannt.                 |
|      | Estrella Durá Ferrandis            | 1963 | 2. Juli 2019  | PSOE             | S&D      | Josep Borrell nahm sein Mandat nicht an.                                                          |
|      | Rosa Estarás                       | 1965 | 2. Juli 2019  | PP               | EVP      |                                                                                                   |
|      | Jonás Fernández Álvarez            | 1979 | 2. Juli 2019  | PSOE             | S&D      |                                                                                                   |
|      | Lina Gálvez Muñoz                  | 1969 | 2. Juli 2019  | parteilos        | S&D      | trat für die PSOE an                                                                              |
|      | Iban García                        | 1977 | 2. Juli 2019  | PSOE             | S&D      |                                                                                                   |
|      | Iratxe García                      | 1974 | 2. Juli 2019  | PSOE             | S&D      |                                                                                                   |
|      | José Manuel García-Margallo        | 1944 | 2. Juli 2019  | PP               | EVP      |                                                                                                   |
|      | Isabel García Muñoz                | 1977 | 2. Juli 2019  | PSOE             | S&D      |                                                                                                   |
|      | Eider Gardiazabal Rubial           | 1975 | 2. Juli 2019  | PSOE             | S&D      |                                                                                                   |
|      | Luis Garicano                      | 1967 | 2. Juli 2019  | C's              | RE       | Abgeordneter bis zum 1. September 2022                                                            |
|      | Nicolás González Casares           | 1972 | 2. Juli 2019  | PSOE             | S&D      |                                                                                                   |
|      | Mónica Silvana González González   | 1976 | 2. Juli 2019  | PSOE             | S&D      |                                                                                                   |
|      | Esteban González Pons              | 1964 | 2. Juli 2019  | PP               | EVP      | Abgeordneter bis zum 16. August 2023                                                              |
|      | Alicia Homs Ginel                  | 1993 | 2. Juli 2019  | PSOE             | S&D      |                                                                                                   |
|      | Oriol Junqueras i Vies             | 1969 | 2. Juli 2019  | ERC              | G–EFA    | trat für das Wahlbündnis Ahora Repúblicas an; Mandat entzogen am 2. Januar 2021                   |
|      | Juan Fernando López Aguilar        | 1961 | 2. Juli 2019  | PSOE             | S&D      |                                                                                                   |
|      | Javier López Fernández             | 1985 | 2. Juli 2019  | PSOE             | S&D      |                                                                                                   |
|      | Leopoldo López Gil                 | 1944 | 2. Juli 2019  | PP               | EVP      |                                                                                                   |
|      | Antonio López-Istúriz White        | 1970 | 2. Juli 2019  | PP               | EVP      |                                                                                                   |
|      | César Luena                        | 1980 | 2. Juli 2019  | PSOE             | S&D      |                                                                                                   |
|      | Cristina Maestre Martín de Almagro | 1975 | 2. Juli 2019  | PSOE             | S&D      |                                                                                                   |
|      | Adriana Maldonado                  | 1990 | 2. Juli 2019  | PSOE             | S&D      | Abgeordnete bis zum 16. August 2023                                                               |
|      | Gabriel Mato                       | 1961 | 1. Feb. 2020  | PP               | EVP      |                                                                                                   |
|      | Francisco Millán Mon               | 1955 | 2. Juli 2019  | PP               | EVP      |                                                                                                   |
|      | Dolors Montserrat                  | 1973 | 2. Juli 2019  | PP               | EVP      |                                                                                                   |
|      | Javier Moreno Sanchez              | 1965 | 2. Juli 2019  | PSOE             | S&D      |                                                                                                   |
|      | Javier Nart                        | 1947 | 2. Juli 2019  | parteilos        | RE       | C's                                                                                               |
|      | Maite Pagazaurtundua               | 1965 | 2. Juli 2019  | C's              | RE       |                                                                                                   |
|      | Ana Miranda Paz                    | 1971 | 5. Sep. 2022  | BNG              | G–EFA    | trat für das Wahlbündnis Ahora Repúblicas an; Nachrückerin für Pernando Barrena                   |
|      | Manu Pineda Marín                  | 1965 | 2. Juli 2019  | IU/PCE           | GUE-NGL  | trat für das Wahlbündnis Unidas Podemos Cambiar Europa an                                         |
|      | Margarita de la Pisa Carrión       | 1975 | 1. Feb. 2020  | Vox              | EKR      |                                                                                                   |
|      | Clara Ponsatí i Obiols             | 1957 | 1. Feb. 2020  | Junts            | NI       |                                                                                                   |
|      | Eva-Maria Poptcheva                | 1979 | 15. Sep. 2022 | C's              | RE       | Nachrückerin für Luis Garicano                                                                    |
|      | Carles Puigdemont                  | 1962 | 2. Juli 2019  | Junts            | NI       | Sein zuvor als vakant angesehenes Mandat wurde ab Januar 2020 temporär anerkannt.                 |
|      | Sira Rego                          | 1973 | 2. Juli 2019  | IU/PCE           | GUE-NGL  | trat für das Wahlbündnis Unidas Podemos Cambiar Europa an; Abgeordnete bis zum 20. November 2023  |
|      | Diana Riba                         | 1975 | 2. Juli 2019  | ERC              | G–EFA    | trat für das Wahlbündnis Ahora Repúblicas an                                                      |
|      | Soraya Rodríguez                   | 1963 | 2. Juli 2019  | C's              | RE       |                                                                                                   |
|      | María Eugenia Rodríguez Palop      | 1970 | 2. Juli 2019  | parteilos        | GUE-NGL  | trat für das Wahlbündnis Unidas Podemos Cambiar Europa an                                         |
|      | Inmaculada Rodríguez-Piñero        | 1958 | 2. Juli 2019  | PSOE             | S&D      |                                                                                                   |
|      | Marcos Ros Sempere                 | 1974 | 1. Feb. 2020  | PSOE             | S&D      |                                                                                                   |
|      | Domènec Miguel Ruiz Devesa         | 1964 | 2. Juli 2019  | PSOE             | S&D      |                                                                                                   |
|      | Ignacio Sánchez Amor               | 1960 | 2. Juli 2019  | PSOE             | S&D      |                                                                                                   |
|      | Esther Sanz Selva                  | 1985 | 21. Dez. 2023 | Podemos          | GUE-NGL  | trat für das Wahlbündnis Unidas Podemos Cambiar Europa an; Nachrückerin für Ernest Urtasun        |
|      | Jordi Solé                         | 1976 | 3. Jan. 2020  | ERC              | G–EFA    | Nachrücker für Oriol Junqueras i Vies                                                             |
|      | Susana Solís Pérez                 | 1971 | 2. Juli 2019  | C's              | RE       |                                                                                                   |
|      | Hermann Tertsch                    | 1958 | 2. Juli 2019  | Vox              | EKR      |                                                                                                   |
|      | Miguel Urbán Crespo                | 1980 | 2. Juli 2019  | Anticapitalistas | GUE-NGL  | trat für das Wahlbündnis Unidas Podemos Cambiar Europa an                                         |
|      | Ernest Urtasun                     | 1982 | 2. Juli 2019  | CatComú          | G–EFA    | trat für das Wahlbündnis Unidas Podemos Cambiar Europa an; Abgeordneter bis zum 20. November 2023 |
|      | Adrián Vázquez Lázara              | 1982 | 1. Feb. 2020  | C's              | RE       | seit 1. Februar 2020                                                                              |
|      | Idoia Villanueva Ruiz              | 1980 | 2. Juli 2019  | Podemos          | GUE-NGL  | trat für das Wahlbündnis Unidas Podemos Cambiar Europa an                                         |
|      | Francisco Javier Zarzalejos        | 1960 | 2. Juli 2019  | PP               | EVP      |                                                                                                   |
|      | Juan Ignacio Zoido                 | 1957 | 2. Juli 2019  | PP               | EVP      |                                                                                                   |